# Hans Reif
Hans Reif (* 19. Januar 1899 in Leipzig; † 11. November 1984 in West-Berlin) war ein deutscher Politiker (FDP). Er war Mitglied der Berliner Stadtverordnetenversammlung, des Parlamentarischen Rats, des Deutschen Bundestags und des Abgeordnetenhauses von Berlin.

## Leben und Beruf
Hans Reifs Vater Josef Reif war Gründer des Gewerkschaftsbundes der Angestellten. Reif studierte an der Universität Leipzig Nationalökonomie, öffentliches Recht und Philosophie. 1922 promovierte er zum Dr. rer. pol., wurde 1923 wissenschaftlicher Mitarbeiter des Gewerkschaftsbundes der Angestellten und ein Jahr später Geschäftsführer des Reichsausschusses für Handel, Industrie und Gewerbe beim Hauptvorstand der DDP. Zugleich war er wissenschaftlicher Mitarbeiter des liberalen Hansabundes. 1933 bis 1943 war er als  Wirtschaftsberater und Geschäftsführer einer Fachgruppe der Großhandelsorganisation tätig. 1935 heiratete er Margarete Dührkop.

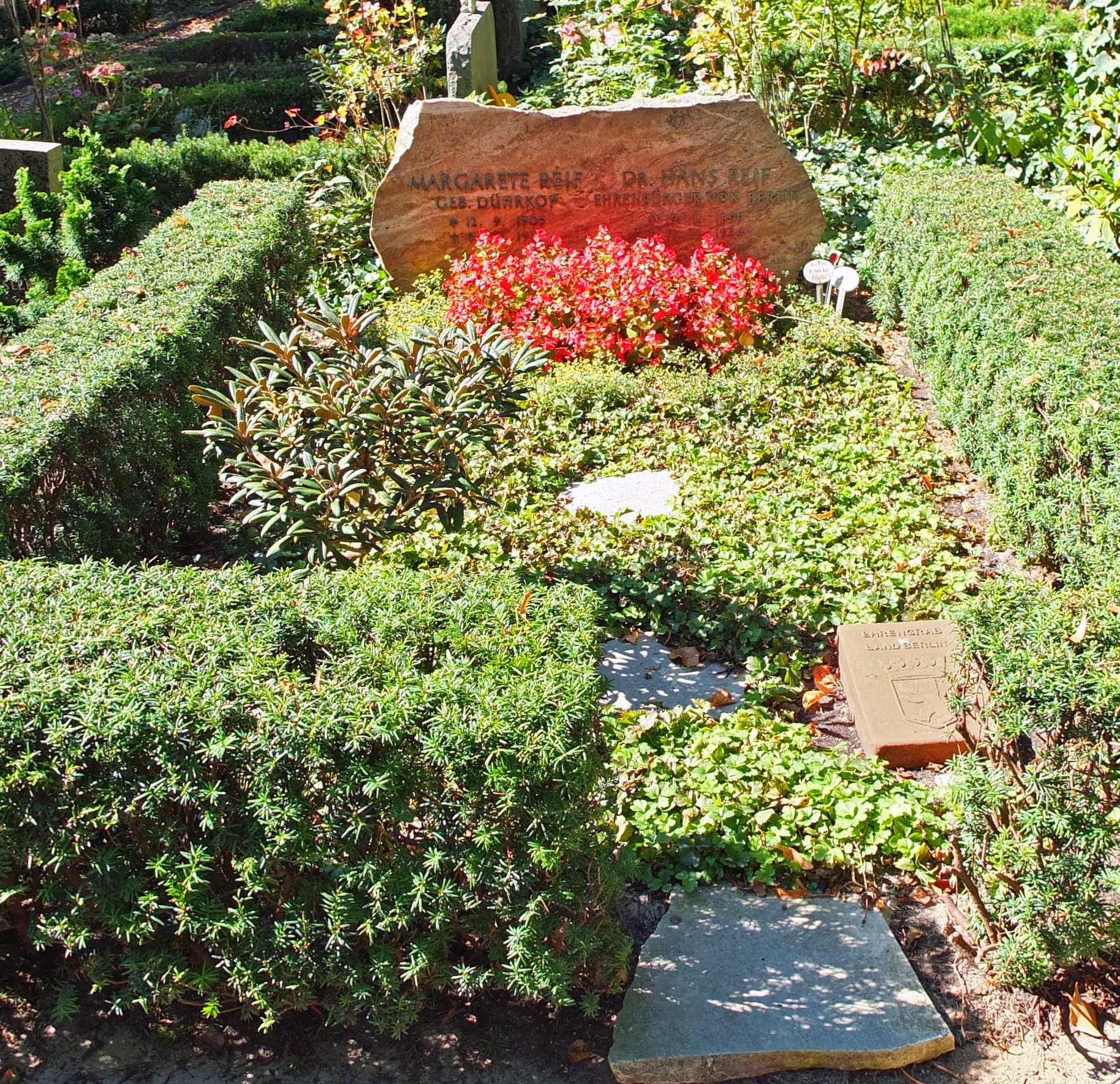
Grabstätte

Reif siedelte 1945 von Leipzig in einen der westlichen Sektoren Berlins über. Von 1953 an hatte er einen Lehrstuhl für Europapolitik an der Deutschen Hochschule für Politik, dem späteren Otto-Suhr-Institut der Freien Universität Berlin inne. Er ist auf dem Friedhof Zehlendorf bestattet in einem Ehrengrab des Landes Berlin.

## Politik
Reif gehörte seit 1922 der DDP an und war Vorsitzender der Leipziger Gruppe des Demokratischen Studentenverbandes. Während der Weimarer Republik arbeitete er verschiedenen liberalen Politikern zu, darunter dem Publizisten Gustav Stolper und dem Kölner Reichstagsabgeordneten Hermann Fischer. Schwerpunkt seiner Arbeit war die Wirtschafts- und Sozialpolitik. Im Dritten Reich gab er eine wirtschaftspolitische Geheimkorrespondenz (Industriedienst) heraus, hatte Verbindung zum Widerstandskreis um Carl Friedrich Goerdeler und Wilhelm Leuschner.
1945 gründete er die LDPD in Leipzig mit. Nach seinem Wechsel nach Berlin wurde er 1946 Mitglied der dortigen LDP, deren West-Berliner Teil sich der FDP anschloss. 1958 und 1959 war er Berliner FDP-Vorsitzender. Ab 1964 war Reif Vizepräsident (seit 1971 Patron) der Deutschen Gruppe der Liberalen Internationale, deren Mitbegründer er 1954 war.
Reif war Mitglied in der Internationalen Liga für Menschenrechte, der Deutschen Weltwirtschaftlichen Gesellschaft, der Deutsch-Englischen Gesellschaft, der Gesellschaft der Freunde der Hebräischen Universität Jerusalem, des Kuratoriums Unteilbares Deutschland und des Königsteiner Kreises.
Von 1959 bis zu seinem Tod war Reif Mitglied des Kuratoriums der Friedrich-Naumann-Stiftung. Im Archiv des Liberalismus der Stiftung in Gummersbach werden sein Nachlass und seine Bibliothek aufbewahrt.

## Abgeordneter
Von 1946 bis zum 17. September 1951 war Reif Mitglied der Berliner Stadtverordnetenversammlung Groß-Berlins bzw. des Abgeordnetenhauses West-Berlins. 1948 und 1949 war er Berliner Abgeordneter im Parlamentarischen Rat und gehörte dort dem Ausschuss zur Regelung der Zuständigkeiten zwischen Bund und Ländern an. Er gehörte dem Deutschen Bundestag seit dessen erster Wahl 1949 bis 1957 als aus Berlin delegierter Abgeordneter an. Seit 1951 war er Mitglied der Beratenden Versammlung des Europarates in Straßburg. Von 1963 bis 1971 war er Mitglied des Abgeordnetenhauses von Berlin und dessen Vizepräsident.
Nach dem plötzlichen Tod des Bundestagspräsidenten Hermann Ehlers 1954 sorgte Reif für eine bislang einmalige Situation im Bundestag. Gegen den offiziellen CDU/CSU-Kandidaten Eugen Gerstenmaier, der vielen Abgeordneten auch der Regierungskoalition zu „kirchennah“ war, schlug Reif am 16. November 1954 den Berliner CDU-Abgeordneten Ernst Lemmer, mit dem er in der Weimarer Republik in der DDP zusammengearbeitet hatte, vor. Lemmer verlor erst im dritten Wahlgang mit lediglich 14 Stimmen Unterschied (Gerstenmaier: 204, Lemmer: 190, Enthaltungen: 15). Es war das einzige Mal in der Bundestagsgeschichte, dass zwei Fraktionskollegen gegeneinander um das Amt des Bundestagspräsidenten konkurrierten.

## Ehrungen
Reif wurde am 20. Oktober 1971 die Ehrenbürgerwürde von Berlin verliehen.

## Schriften
- Die individualistische Wirtschaft als Wegbereiter des nationalen, sozialen und kulturellen Aufstiegs. Hannewahr, Berlin 1931.
- Gerhard Leibholz, Hans Reif: Verfassungsrechtliche Stellung und innere Ordnung der Parteien. Mohr, Tübingen 1951.
- Politik und Moral. Colloquium-Verlag, Berlin 1957.
- Das Parlament im Demokratischen Staat. In: Zeitschrift für Politik. 1959, Heft 3, S. 205–217.
- Europa ohne Dogma. Das Freie Wort, Bonn 1962.
- Europäische Integration. Westdeutscher Verlag, Köln 1962.
- Die geistigen Grundlagen und Renaissance des Liberalismus. In: Wolfram Dorn (Hrsg.): Geschichte des deutschen Liberalismus. Westdeutscher Verlag, 1966.
- Liberalismus. In: Ernst Fraenkel, Karl-Dietrich Bracher: Fischer Lexikon Staat und Politik. Fischer Taschenbuch, Frankfurt am Main 1978, ISBN 3-596-40002-3.